# Jacob Gilyard
Jacob Gilyard (Kansas City, 14 luglio 1998) è un cestista statunitense.

## Carriera
Dopo aver trascorso la carriera universitaria con i Richmond Spiders, il 23 settembre 2022 viene firmato dai Memphis Grizzlies, venendo poi assegnato alla franchigia affiliata dei Memphis Hustle, in G League. L'8 aprile 2023 viene tesserato con un two-way contract dai Grizzlies.

## Statistiche

### NCAA
| Anno      | Squadra          | PG  | PT  | MP   | TC%  | 3P%  | TL%  | RP  | AP  | PRP | SP  | PP   |
| --------- | ---------------- | --- | --- | ---- | ---- | ---- | ---- | --- | --- | --- | --- | ---- |
| 2017-2018 | Richmond Spiders | 32  | 32  | 36,4 | 45,2 | 38,4 | 83,6 | 2,2 | 4,1 | 2,8 | 0,0 | 11,4 |
| 2018-2019 | Richmond Spiders | 31  | 31  | 37,3 | 47,2 | 36,3 | 77,1 | 2,9 | 5,2 | 2,8 | 0,0 | 16,2 |
| 2019-2020 | Richmond Spiders | 31  | 31  | 36,6 | 46,8 | 36,7 | 80,2 | 3,1 | 5,7 | 3,2 | 0,2 | 12,7 |
| 2020-2021 | Richmond Spiders | 23  | 23  | 37,7 | 41,0 | 33,6 | 84,2 | 3,0 | 5,0 | 3,6 | 0,0 | 12,3 |
| 2021-2022 | Richmond Spiders | 37  | 37  | 38,5 | 39,5 | 36,0 | 86,0 | 3,5 | 5,4 | 2,9 | 0,2 | 13,3 |
| Carriera  | Carriera         | 154 | 154 | 37,3 | 43,9 | 36,2 | 82,0 | 2,9 | 5,1 | 3,0 | 0,1 | 13,2 |

#### Massimi in carriera
- Massimo di punti: 32 vs Virginia Commonwealth (11 marzo 2022)[5]
- Massimo di rimbalzi: 9 vs Massachusetts-Amherst (23 febbraio 2021)
- Massimo di assist: 11 (3 volte)
- Massimo di palle rubate: 7 (4 volte)
- Massimo di stoppate: 3 vs Dayton (1º marzo 2022)
- Massimo di minuti giocati: 45 vs George Mason (9 febbraio 2022)

### NBA

#### Regular Season
| Anno      | Squadra           | PG | PT | MP   | TC%  | 3P%  | TL% | RP  | AP  | PRP | SP  | PP  |
| --------- | ----------------- | -- | -- | ---- | ---- | ---- | --- | --- | --- | --- | --- | --- |
| 2022-2023 | Memphis Grizzlies | 1  | 0  | 41,0 | 33,3 | 33,3 | -   | 4,0 | 7,0 | 3,0 | 0,0 | 3,0 |
| 2023-2024 | Memphis Grizzlies | 37 | 14 | 17,7 | 41,7 | 42,5 | 100 | 1,2 | 3,5 | 0,7 | 0,1 | 4,7 |
| 2023-2024 | Brooklyn Nets     | 4  | 0  | 11,3 | 0,0  | 0,0  | -   | 0,8 | 1,5 | 1,5 | 0,0 | 0,0 |
| Carriera  | Carriera          | 42 | 14 | 17,6 | 39,9 | 40,3 | 100 | 1,2 | 3,4 | 0,9 | 0,1 | 4,2 |

#### Massimi in carriera
- Massimo di punti: 16 vs Golden State Warriors (2 febbraio 2024)[6]
- Massimo di rimbalzi: 5 vs Los Angeles Clippers (12 novembre 2023)
- Massimo di assist: 8 (2 volte)
- Massimo di palle rubate: 3 (2 volte)
- Massimo di stoppate: 1 (5 volte)
- Massimo di minuti giocati: 41 vs Oklahoma City Thunder (9 aprile 2023)

### G League
| Anno      | Squadra          | PG | PT | MP   | TC%  | 3P%  | TL%  | RP  | AP  | PRP | SP  | PP   |
| --------- | ---------------- | -- | -- | ---- | ---- | ---- | ---- | --- | --- | --- | --- | ---- |
| 2022-2023 | Memphis Hustle   | 49 | 38 | 30,5 | 43,2 | 37,3 | 89,4 | 2,9 | 9,1 | 1,8 | 0,3 | 8,6  |
| 2023-2024 | Memphis Hustle   | 6  | 6  | 33,8 | 35,2 | 35,4 | 100  | 2,3 | 9,0 | 2,0 | 0,0 | 13,5 |
| 2023-2024 | Long Island Nets | 10 | 10 | 28,3 | 33,0 | 33,8 | 81,8 | 1,8 | 7,5 | 1,5 | 0,7 | 9,5  |
| Carriera  | Carriera         | 65 | 54 | 30,5 | 40,2 | 36,4 | 89,6 | 2,7 | 8,9 | 1,8 | 0,4 | 9,2  |